# Joscha Remus
Joscha Remus (n. 23 august 1958 în Speicher, Südeifel, Germania) este un scriitor, jurnalist și fotograf german.

## Biografie
Joscha Remus provine dintr-o familie bucovino-moselan-franconă. A studiat biologia, limba germană și filozofia în Trier și Berlin. După ce a călătorit în toată lumea a avut un stagiu de lucru la un jurnal medical, apoi a lucrat ca psihoterapeut pentru copii în Berlin, Roma și Londra, dezvoltând metode de „inteligență motorie”. În anii ’90 Joscha Remus a început să publice cărți, ghiduri de călătorie și proză. În cadrul unui curs de inginerie de sunet, desfășurat la Thorolf Dormer în Berlin, s-a decis să creeze o serie de cărți audio de călătorie. Din 2006 a călătorit foarte mult, scriind și producând câteva cărți în format audio pentru editura Headroom din Köln. În plus față de activitatea sa ca scriitor și autor, Joscha Remus lucrează ca jurnalist în domeniile științei și călătoriilor. În 2007 el a fondat în biblioteca virtuală a orasului Stuttgart  prima Knowledge Café din Germania. Joscha Remus trăiește „în deplasare” (din călătorii) cu popasuri în Marrakech, Berlin și Auckland (Noua Zeelandă).

## Lucrări

### Cărți
- KulturSchock Rumänien. Bielefeld : Reise-Know-How-Verl. Rump, 2006
- Der sanfte Flug der schwarzen Damen. Rumänische Rhapsodien. Wien : Picus-Verl., 2008
- Infonautik – Wege durch den Wissensdschungel. Offenbach : Gabal-Verl., 2005
- Rumänien und Republik Moldau. Bielefeld : Reise Know-How-Verl. Rump, 2008, 2., komplett aktualisierte Aufl.
- Lëtzebuergesch. 2005, 3. Aufl..

### Cărți pentru copii
- Berlin - Stadtführer für Kinder. Wien : Picus-Verl., 2009

### Cărți audio
- Maroc. Köln : headroom Sound Production, 2008
- Shanghai. Köln : headroom Sound Production, 2008
- Irlanda. Köln : headroom Sound Production, 2009

### Povestiri
- Die Verwandlung der Kopfnuss. In: Iwwer Grenzen; Über Grenzen, Sans frontieres. Luxemburg :  Editions Guy Binsfeld, 2007

### Articole din presă
- Im Ramschladen der Phantasie. ZEIT WISSEN, Nr. 2, 2005
- Auch Hosenträger sind intelligent. ZEIT WISSEN, Nr. 2, 2005
- Stanislaw Lem. Visionär ohne Illusionen. DIE ZEIT, Nr. 31 2005

## Premii
- 2008: Premiul Institutului Cultural Român, București
- 2009: Deutscher Hörbuchpreis (nominalizat pentru seria wegwärts)
- 2010: Deutscher Hörbuchpreis pentru seria
- 2012: Premiul de promovare EU pentru Die Stadt in meinen Augen - Junge Roma schauen auf Berlin